# Lisa OS
Lisa OS – system operacyjny wyprodukowany przez firmę Apple dla komputerów Lisa. Ten system operacyjny obsługiwał podwójne kliknięcie oraz maksymalizowanie i minimalizowanie okna programów. System operacyjny Lisa OS jest prekursorem dla Mac OS-a i dla współczesnych systemów operacyjnych.

## Wersja 1.0

### Interfejs
Interfejs w wersji pierwszej jest graficzny, gdzie pulpit jest obszarem pracy w systemie operacyjnym. Okno programu aktywnego zasłania okno programu nieaktywnego. Kosz w tym systemie operacyjnym służy do przechowywania usuniętych plików. Interfejs w tym systemie operacyjnym jest czysto graficzny (nie ma interpretera komend). Istnieje także schowek służący do przechowywania skopiowanego tekstu i wklejenie go w innym dokumencie lub wklejenia go w innym miejscu dokumentu-źródła tekstu w schowku.

#### Pasek sterowania na górze ekranu
Pasek ten służy do sterowania aplikacji pokazując inne funkcje i umożliwiając operacje na liście lub wydrukowanie bieżącego stanu systemu.

### Aplikacje w systemie
Istniały takie aplikacje jak:
- Kalkulator
- Edytor tekstu
- Aplikacja do tworzenia wykresów
- Menedżer plików
- Kosz

## Wersja 3.1

### Interfejs
Pojawił się łatwo widoczny zegar oraz obsługa dyskietek. W pasku na górze ekranu pojawił się menedżer aplikacji (podobny znajduje się na dole ekranu pulpitu systemu operacyjnego Microsoft Windows). Jest przede wszystkim więcej aplikacji i większa liczba konfiguracji w panelu sterowania. Została też włączona obsługa zabezpieczania dokumentów hasłem. Kosz jest już folderem składującym usunięte pliki (możliwe trwałe usunięcie poprzez usunięcie z kosza).

#### Pasek sterowania na górze ekranu
Do paska na górze ekranu oprócz ustalania ustawień aktywnych aplikacji dołączono menedżer aplikacji pokazujący wszystkie aplikacje systemowe zaznaczając uruchomione aplikacje z listy.

### Aplikacje w systemie
W tej wersji systemu operacyjnego pojawiło się więcej aplikacji, ale wszystkie z wersji pierwszej pozostały. Były to:
- Kalkulator
- Edytor tekstu
- Aplikacja do tworzenia wykresów
- Menedżer plików
- Kosz
- Edytor grafiki
- Arkusz kalkulacyjny
- Terminal (program służący do łączenia się z Internetem)
- Program do tworzenia list

## Źródła systemu
Poza słownikiem, źródła systemu mają zostać opublikowane w 2018.